# Лисное (Лельчицкий район)
Лисное (бел. Ліснае) — деревня в Буйновичском сельсовете Лельчицкого района Гомельской области Беларуси.

## География

### Расположение
В 32 км на северо-восток от Лельчиц, 52 км от железнодорожной станции Ельск (на линии Калинковичи — Овруч), 204 км от Гомеля.

### Гидрография
На западе пойма и река Уборть (приток реки Припять), на юге мелиоративные каналы.

## Транспортная сеть
Транспортные связи по просёлочной, затем автомобильной дороге Лельчицы — Мозырь. Планировка состоит из плавно изогнутой улицы, близкой к меридиональной ориентации. Застроена деревянными крестьянскими усадьбами.

## История
Археологические исследования свидетельствуют о деятельности человека в этих местах с давних времён: в 0,5 км на север от деревни, на дюне, обнаружены поселения раннего железного века и эпохи Киевской Руси. Согласно письменным источникам известна с XIX века как селение в Буйновичской волости Мозырского уезда Минской губернии. В 1931 году организован колхоз «Новая жизнь», работала кузница. Во время Великой Отечественной войны в июле 1943 года оккупанты сожгли деревню и убили 14 жителей. Согласно переписи 1959 года в составе колхоза имени В. И. Чапаева (центр — деревня Первомайск).

## Население

### Численность
- 2004 год — 20 хозяйств, 34 жителя.

### Динамика
- 1897 год — 12 дворов 64 жителя (согласно переписи).
- 1908 год — 22 двора, 141 житель.
- 1917 год — 187 жителей.
- 1921 год — 29 дворов, 195 жителей.
- 1925 год — 35 дворов.
- 1940 год — 45 дворов.
- 1959 год — 207 жителей (согласно переписи).
- 2004 год — 20 хозяйств, 34 жителя.